# Königlich Württembergisches Gestüt Weil
Das Königliche Privatgestüt Weil (1817–1932) war das erste Gestüt mit einem Bestand an Reinzucht-Arabern außerhalb des Orients und wurde von König Wilhelm I. von Württemberg gegründet.

## Zuchtziel
Die anfängliche Zucht des Kronprinzen Wilhelm (ab 1816 König Wilhelm I.) verlief bis ca. 1816 ohne konkretes Zuchtziel. Erst eigene Erfahrungen in verschiedenen Feldzügen, bei denen Wilhelm arabische Pferde ritt, überzeugten ihn von den Eigenschaften der Wüstenaraber der Beduinen der arabischen Halbinsel und ließen ihn als Zuchtziel die Aufzucht von Reit- und leichten Wagenpferden auf Basis orientalischen Blutes, welche die Wüstenaraber an Größe und Knochenstärke übertreffen sollten, ohne dabei die anderen, positiven Eigenschaften, wie Leistungsbereitschaft, Ausdauer, Regenerationsfähigkeit, Trockenheit und Schönheit zu vernachlässigen, festlegen.
Das Konzept wurde frühzeitig dahingehend ergänzt, dass zum Erreichen dieses Ziels eine Reinzucht unumgänglich ist.

## Weil unter WilhelmI.

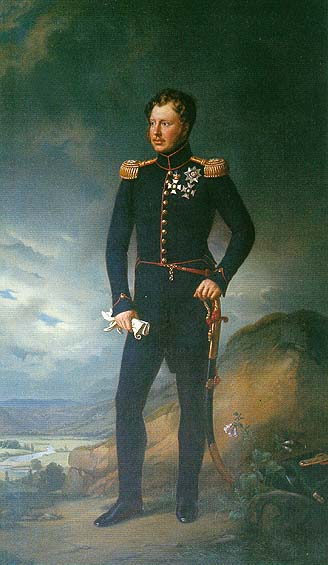
König Wilhelm I. von Württemberg

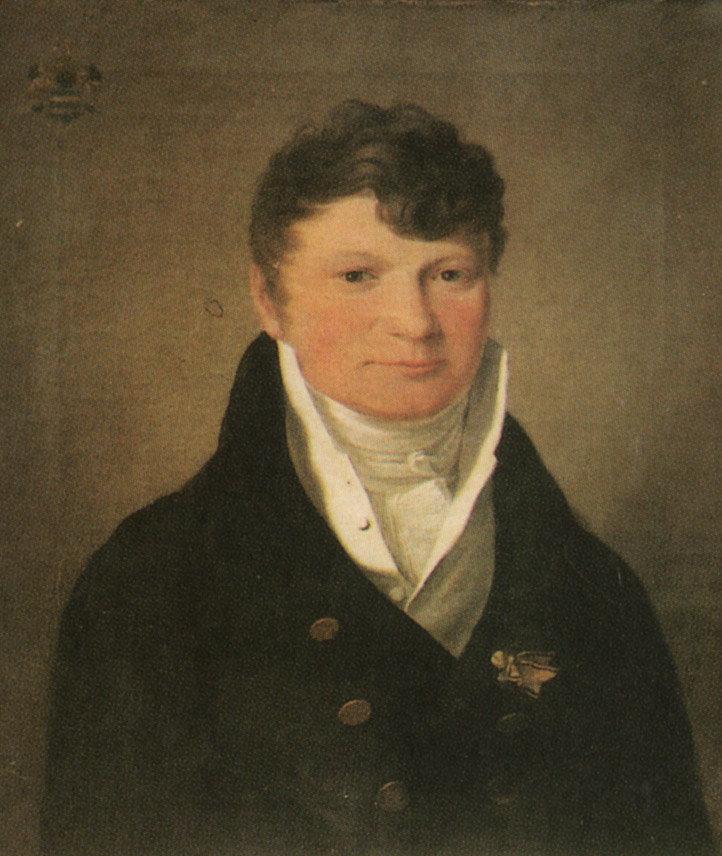
Gestütsdirektor Philipp Albrecht von Gemmingen, im Amt 1817–1852

Bereits 1810 gründete Kronprinz Wilhelm an der kronprinzlichen Sommerresidenz in Scharnhausen ein Gestüt mit einem Grundstock von fünf orientalischen Stuten. Der Bestand erhöhte sich schnell auf 19 Stuten im Jahre 1816, weshalb am 29. Mai 1817 das Gestüt um die Domänen Kleinhohenheim und Weil erweitert wurde. Die Standorte Weil und Scharnhausen waren lediglich durch eine Straße voneinander getrennt, wohingegen Kleinhohenheim mehrere Kilometer entfernt lag.
Der später mehrfach wechselnde Zweck der einzelnen Standorte, wurde ursprünglich wie folgt eingerichtet:
| Standort       | Fläche   | Einsatzzweck                                                                        |
| -------------- | -------- | ----------------------------------------------------------------------------------- |
| Scharnhausen   | 107,2 ha | Aufzucht von Stuten und Stutfohlen                                                  |
| Weil           | 180 ha   | Aufzucht von Stuten und Stutfohlen Während der Beschälzeit, Aufstellung der Hengste |
| Kleinhohenheim | 113,7 ha | Aufzucht der Hengstfohlen                                                           |

Als Leiter des Gestüts wurde mit dem Titel Gestütsdirektor Freiherr Philipp Albrecht von Gemmingen benannt, der dieses Amt von 1817 bis 1852 bekleidete.
Von der ursprünglichen Zuchtbasis von Scharnhausen wurden mit Gründung von Weil nur sechs Stuten übernommen, welche auch bald ausrangiert wurden. Als Ursache hierfür sei ein Zitat von Julius Freiherr von Hügel, dem ersten Vize-Oberstallmeister und Stallmeister von Weil angeführt:
„Da der König das arabische Pferd in den Feldzügen erprobt und dessen außerordentliche Leistung und Eigenschaften kennen gelernt hatte, gab er sich alle Mühe, sich einen Stamm der edelsten Rassen des Orients zu schaffen.“
Die ersten Importe, die maßgeblich für den Aufbau der Zucht prägend waren, wurden von Baron von Fechting aufgekauft, der über einen guten Kontakt in Damaskus verfügte, den er in seinen Diensten hatte. Von Fechting, selbst ein Züchter arabischer Pferde mit einem Gestüt in Ungarn an der steirischen Grenze, wird als Araberkenner von Format bezeichnet.

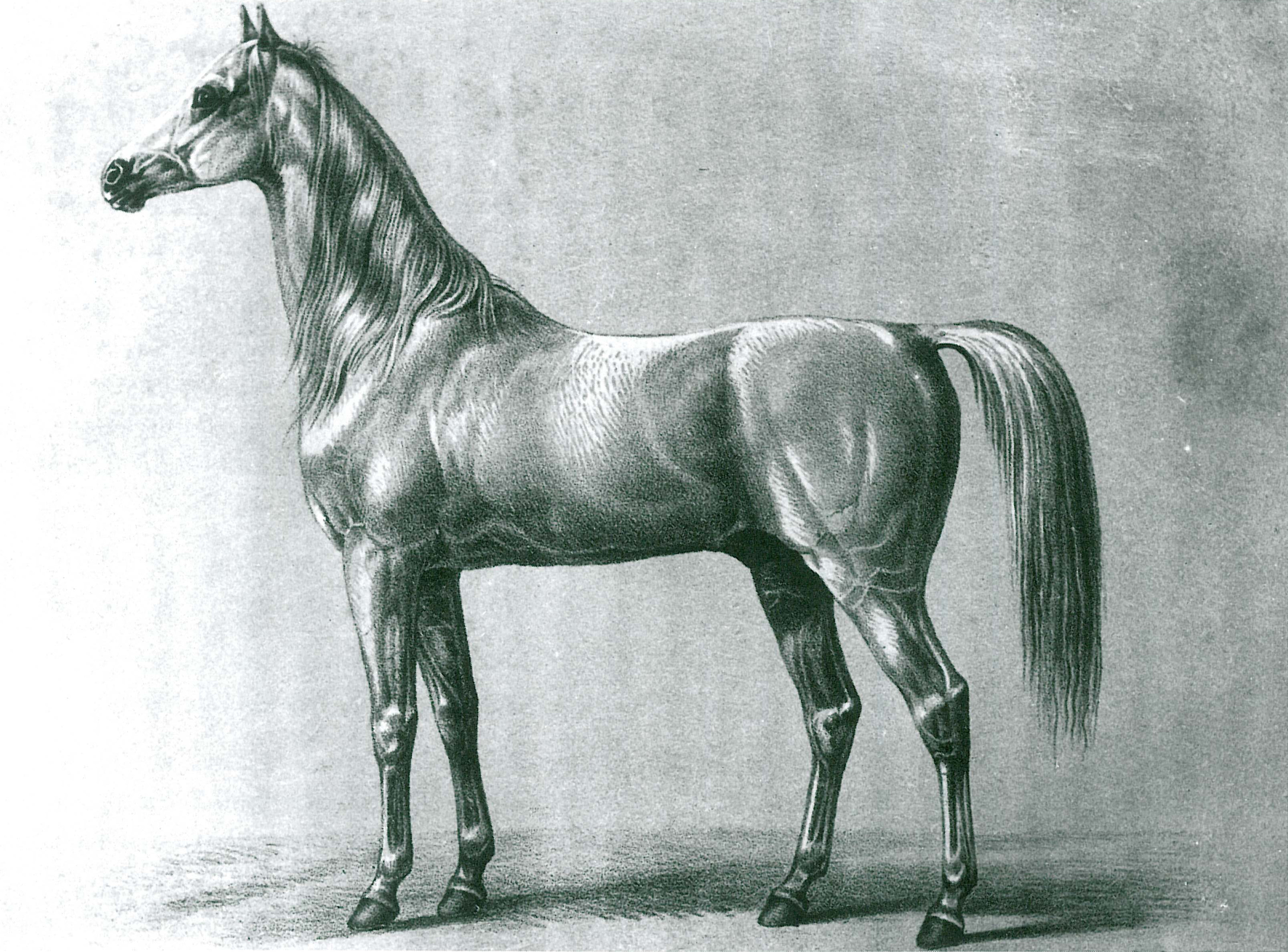
Bairactar d.b.
Stammvater der Weiler Reinzucht-Araber (Stahlstich aus dem Archiv Marbach)

Diese ersten Importe edelster Abstammung sind nachfolgend aufgeführt:
| Name      | Farbe       | Geburtsjahr | Jahr des Kaufs |
| --------- | ----------- | ----------- | -------------- |
| Emir      | Dunkelbraun |             | 1814           |
| Murana I  | Schimmel    | 1808        | 1816           |
| Bairaktar | Schimmel    | 1813        | 1817           |
| Tajar     | Goldbraun   |             | 1817           |

Durch die Heirat König Wilhelms mit der russischen Großfürstin Katharina Pawlovna gelang es ihm, über deren Vermittlung, in Kontakt mit dem polnischen Grafen Waclaw Rzewusky zu treten. Graf Rzewusky, der selber ein Arabergestüt in Ostgalizien unterhielt, konnte bewegt werden, auf einer seiner nächsten Orientreisen Pferde für Weil anzukaufen. Graf Rzewusky trat 1817 die Reise über Griechenland und die Türkei nach Arabien an. Er kämpfte dort in den Reihen von Mehemed Ali gegen die Wahhabiten und erlangte sogar den Titel eines Emirs und den Beinamen Tage el Taher (arabisch: Siegespalme). Im Laufe der Kämpfe durchquerte er große Teile Arabiens und erwarb – zum Großteil als Kriegsbeute – eine große Anzahl an Wüstenarabern. Zwei Jahre nach seiner Abreise, im Jahr 1819, kehrte Rzewusky in seine polnische Heimat zurück. Von seinen Erwerbungen in Arabien lieferte er acht Hengste, zehn Stuten und zwei Stutfohlen an Weil, die in Livorno an von Hügel übergeben wurden. Die restlichen Pferde der Kriegsbeute – man spricht von insgesamt 89 Hengsten und 33 Stuten – wurden über Marseille nach Slawuta, dem Stammsitz der Rzewuskys, verbracht. In der Geschichte der Pferdetransporte von Arabien nach Europa ist dies wohl die größte Charge, die bis dahin erfolgte.
1824 wurden alle arabischen Mutterstuten nach Scharnhausen verbracht, nachdem man dort gute Erfahrungen mit der Akklimatisation der dortigen Originalaraber gemacht hatte.
Neben den Reinzucht-Arabern wurden auch arabische Halbblute gezüchtet. Durch die große Anzahl an originalarabischen Hengsten, die durch die unermüdlichen Ankäufe König Wilhelms, der hierfür keine Kosten scheute, getätigt wurden, standen ausreichend Beschäler zur Verfügung.

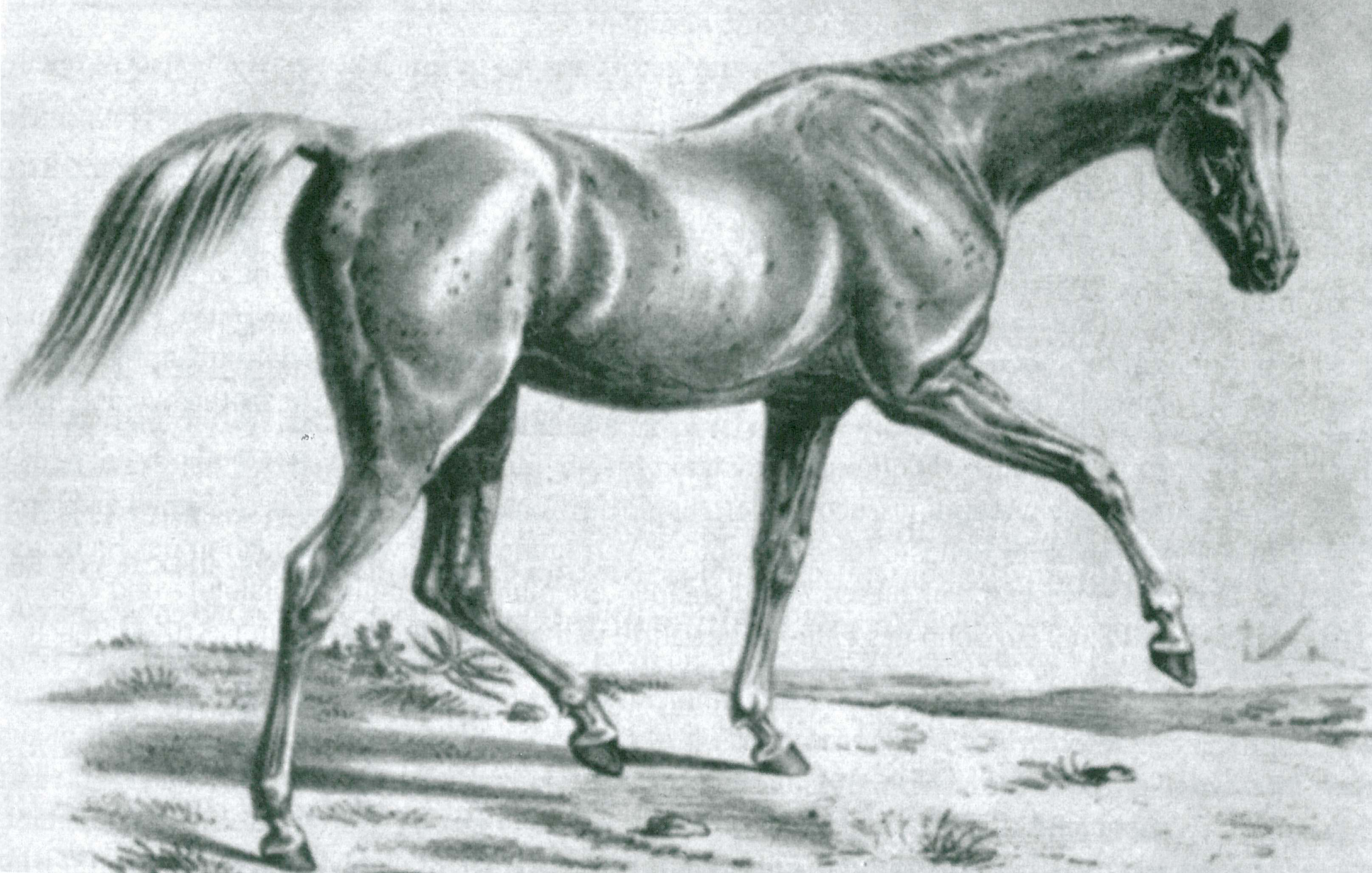
Saady III
Geboren 1821 in Ulm auf dem Transport ihrer Mutter Hamdany OA nach Weil. Ihr Vater Schwarzenberg war in Babolna als Nachkomme originalarabischer Eltern gezogen. (Stahlstich aus dem Archiv Marbach)

Die ursprüngliche Planung König Wilhelms, die Größe und Knochenstärke des Wüstenarabers zu verbessern, ohne die anderen Eigenschaften zu vernachlässigen, schien aufzugehen, da schon in der ersten Generation der eigengezüchteten Population eine Tendenz in diese Richtung zu verzeichnen war. Die Spitzenbeschäler dieser Epoche waren der Hengst Bairaktar OA (=original Araber), der auf Weil von 1817 bis 1838 deckte, der Hengst Goumousch-Bournou OA, der sein Amt von 1819 bis 1824 versah und der Bairaktar-Sohn Amurath aus der Saady III, geboren im Jahr 1829, der von 1833 bis 1857 auf dem Gestüt im Deckeinsatz war. Die Söhne Amuraths (1829) stellen dann auch die Hauptbeschäler der Reinzucht in der nächsten Generation.
Auf Weil wurden hauptsächlich Pferde des Typs Saqlawi und hierbei vorzugsweise die der Familie Saqlawi-Jidran (auch Djedran oder Gidran) eingesetzt, da man diese als die edelsten einstufte. Es kamen aber auch andere Familien zum Einsatz, so z. B. der 1847 von Freiherr von Hügel in Galizien erworbene Schimmelhengst Dzelaby OA, der der Familie Koheil angehörte und früher im Besitz des Paschas von Medina war.
1852 löste Freiherr von Hügel den bis dahin im Amt befindlichen Philipp Freiherr von Gemmingen als Gestütsleiter ab. Von Gemmingen sorgte in seiner Amtszeit für eine ausgezeichnete Zuchtbasis, er führte Haltungs- und Fütterungsversuche durch und erkannte, dass Scharnhausen die besseren Weiden und Aufzuchtbedingungen für die arabischen Stuten bot. Er schuf somit einen soliden Grundstock zum weiteren Ausbau der Zucht.
Nachdem sich der Bestand durch weitere Ankäufe vergrößerte, u. a. auch durch Freiherr von Hügel persönlich – der von König Wilhelm nach dem Tod des ägyptischen Vizekönigs El Hami Pascha nach Ägypten entsandt wurde, um bei einer Auktion gute Pferde aus den Restbeständen des bedeutendsten Gestüts Ägyptens zu erwerben und hierbei u. a. den Hengst Gadir OA nach Weil überführte – nahm auch die Größe und Knochenstärke der Zuchttiere weiter zu, was von Hügel im Wesentlichen auf die sorgfältige Auswahl der Zuchttiere, jedoch auch auf die besseren Fütterungs- und Haltungsbedingungen im Vergleich zu dem Ursprungsgebiet zurückführte.
Die einschlägigen Erfolge bei dem Auf- und Ausbau der Zucht unter König Wilhelm I. sind im Wesentlichen auf die steten Bemühungen zurückzuführen, das Zuchtmaterial ohne Scheu von Kosten immer wieder mit Originalimporten aufzufrischen und an dem Prinzip der Reinblutzucht festzuhalten. Bis zum Tod von Wilhelm I. (1864) wurden ca. 45 Hengste und 40 Stuten eingeführt. Nicht alle waren für die Verwendung in der Reinblutzucht geeignet und kamen daher im königlichen Leibstall bei der Halbblutzucht zum Einsatz. Nach dem Tod von Wilhelm I. ging das Gestüt an seinen Sohn König Karl über.

## Weil unter Karl von Württemberg

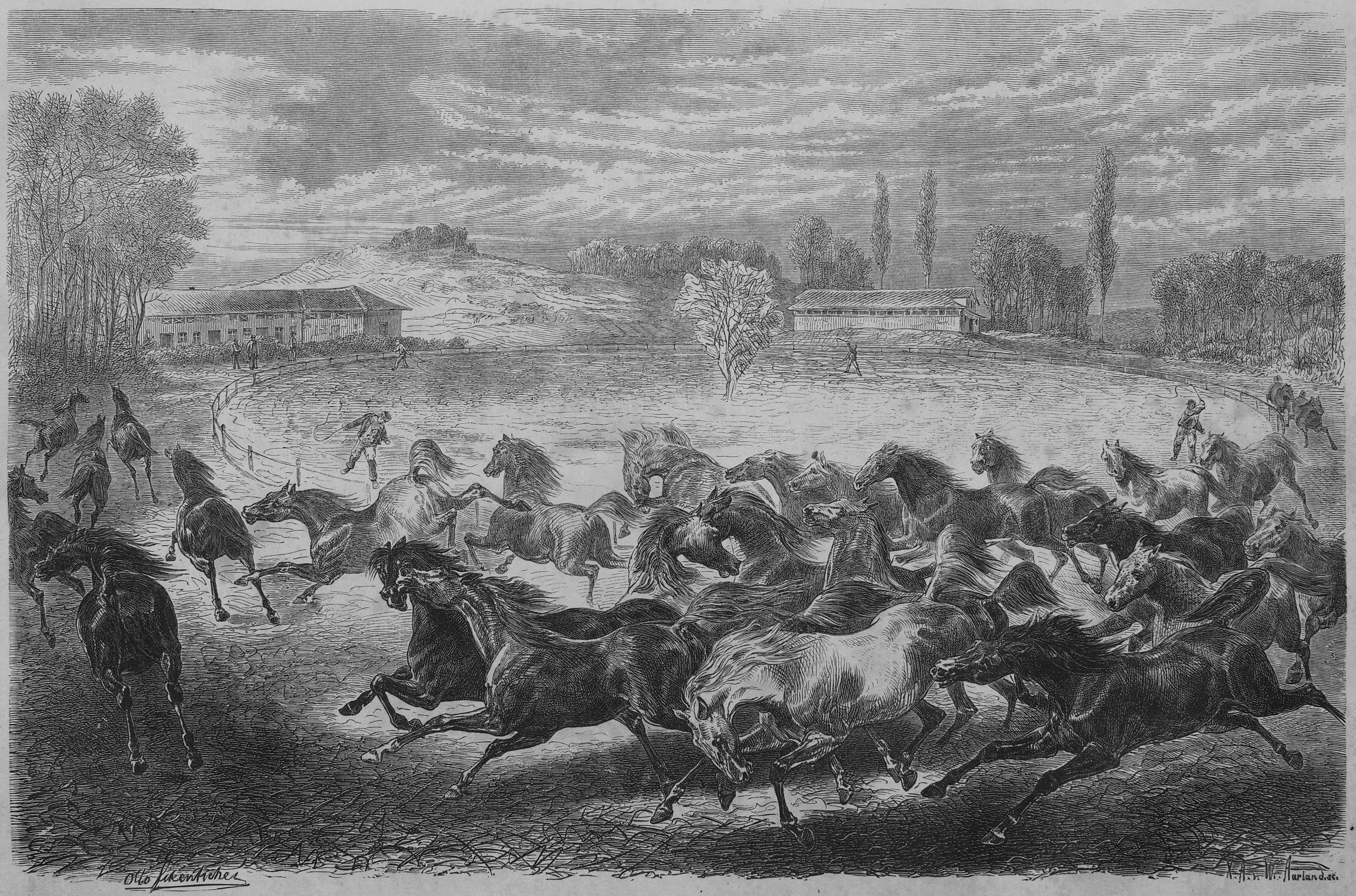
Die Rennbahn in Scharnhausen, Otto Fikentscher

1866 gab es in Scharnhausen einen Stutenstall für ungefähr 20–25 arabische Mutterstuten. Die Tiere konnten von ihren Laufständen zu beiden Seiten des Mittelganges den Kopf zum Gang herausstrecken. Der Fohlenstall war ein langgestrecktes Gebäude, das mehrere Laufställe für die verschiedenen Fohlenjahrgänge enthielt. Ein Fohlenjahrgang umfasste rund 20 Fohlen. Die Futterkrippen befanden sich an den Wänden. Auch auf der Weide wurden die Fohlen nach Jahrgängen getrennt. Für Stuten mit Saugfohlen und güste Stuten gab es eigene Weiden. Die Zuchttiere wurden nicht zur Arbeit herangezogen. Im Winter wurden die Pferde täglich auf der rund 350 m langen Rennbahn bewegt.
Die bisherige Strategie der Weiler Zucht, die unter Wilhelm I. ein halbes Jahrhundert verfolgt wurde, musste sich unter König Karl einer Reform unterziehen. Ein Wandel des Geschmacks und des sich ändernden Bedarfs an Pferden für die Bodenbearbeitung führte zu einer ablehnenden Haltung gegenüber leichten und edlen Pferden. 1873 sah sich die Gestütsleitung daher gezwungen, das Gestüt zu verkleinern und sich von der Domäne Kleinhohenheim, dem bisherigen Aufzuchtsbetrieb der Hengstfohlen zu trennen. Die Wahl für Kleinhohenheim wurde begünstigt durch die entfernte Lage der Domäne von den restlichen Gestütsteilen sowie dort immer wieder auftretenden Verlusten durch die Bornasche Krankheit. Der durch die Schließung von Kleinhohenheim begründete Platzmangel führte zu der ersten Reduzierung der Bestände der Stutenherde, die in diesem Zuge von Scharnhausen nach Weil überstellt wurde.
Züchterische Erfolge errang man in dieser Zeit u. a. mit dem auf Bairaktar ingezogenen Schimmelhengst Amurath 1881, der später aufgrund der Anerkennung seiner Zuchtleistungen im östlichen Europa den ehrenvollen Beinamen Amurath Weil erhielt.
Nach Jahren der Inzucht gab es im Jahre 1876 erstmals wieder eine Blutauffrischung durch die beiden Originalaraber-Hengste Djerid und Scheik, die als Geschenk von Sever Pascha aus dessen Gestüt in Ägypten nach Weil kamen. Djerid hinterließ auf Weil sehr gute Stuten, wohingegen sich Scheik züchterisch nicht durchsetzen konnte.
In der zweiten Hälfte des 19. Jahrhunderts hatte Weil den Ruf das bedeutendste Arabergestüt des Kontinents zu sein, was sich auch in dem Verkauf der Zuchtprodukte widerspiegelte, die häufig bereits als Fohlen abgegeben wurden.
1891 folgte König Wilhelm II. auf den Thron und übernahm somit auch die Gestütsleitung von Weil.

## Weil unter WilhelmII.

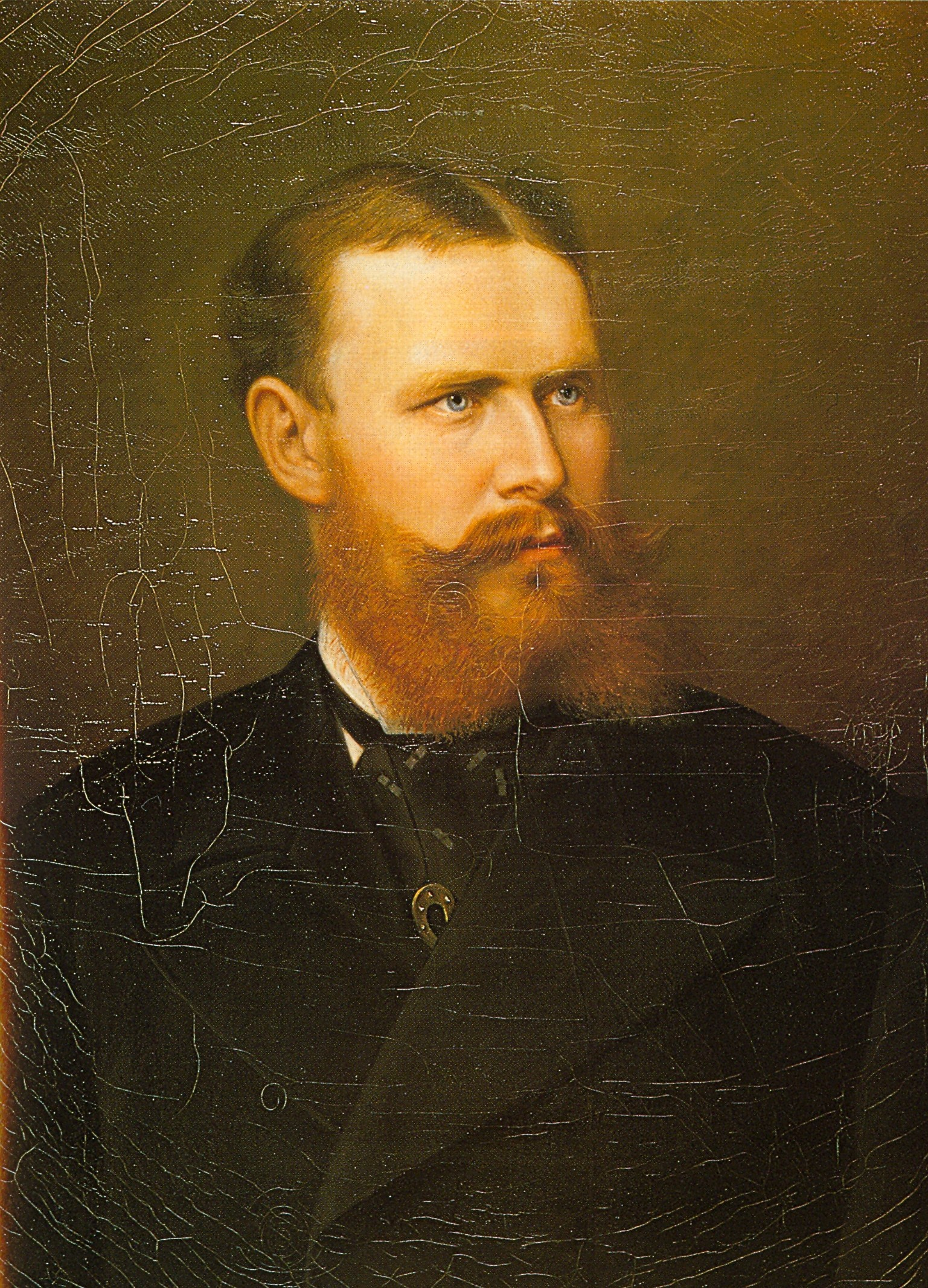
Wilhelm II. von Württemberg (Gemälde von H. Michaelis, 1878)

Erneut wurde der Absatz arabischer Reinzuchtpferde schwieriger, da die Nachfrage auf dem Markt nach einem Pferd mit Kaliber und Masse verlangte. Dies und die Vorliebe des neuen Gestütseigners für das Englische Vollblut führten zu einer weiteren Reduzierung der Bestände an Arabischen Vollblütern.
Das Zuchtprinzip, ausschließlich mit Originalarabern oder selbst gezogenen Hengsten zu züchten, wurde nach fast einhundertjähriger Geschichte des Gestüts 1914 erstmals durchbrochen. Mit dem braunen, in Slawuta gezogenen Hengst Dardziling, der im Tausch gegen den braunen Hengst Sonntag (geboren 1908) 1913 von dem Landgestüt Gudvallen nach Weil kam, wurde zur Blutauffrischung erstmals Fremdblut eingeführt. Herr von Pentz, der Sohn des damaligen Landoberstallmeisters von Weil äußerte sich hierzu wie folgt:
„Dardziling hat sich in Weil dünn, schmal und flach vererbt, dazu schlechte Sprunggelenke mitgegeben und damit nur geschadet. …“
Da Dardziling kein reinblütiger Orientale war, hat sein Einsatz in der asilen Zucht, diese ernsthaft gefährdet. Durch Unkenntnis wurde mit diesem Schritt in nur wenigen Jahren der Reinblutzucht in Weil ein schwerer Schaden zugefügt.
Im Zuge des Ersten Weltkriegs bewiesen die Vollblutaraber aus Weil im Einsatz als Dienstpferd ihre Qualitäten in Härte, Ausdauer und Treue. Obwohl sie über viele Generationen ohne Wüstenluft zu atmen aufgewachsen waren, hatten sie die gerühmten Eigenschaften des Originalarabers nicht eingebüßt. Einige von ihnen, z. B. Soldateska (1911) kamen nach absolvierter Dienstzeit zurück nach Weil und erwiesen sich noch als gute und fruchtbare Mutterstuten. Auch der in Weil gezogene Hengst Dynamit (1902), der ein Geschenk König Wilhelms II. an seinen Enkel Fürst Hermann zu Wied war, wurde 1918–1930 wieder als Hauptbeschäler in Weil eingesetzt, nachdem er aus dem Russlandfeldzug unter dem Fürsten zu Wied zurückkehrte. Der Hengst verstarb altershalber mit 33 Jahren im Jahr 1935 und wurde mit einem Gedenkstein im Schlossgarten zu Wied begraben.

## Weil unter Pauline Fürstin zu Wied
Mit dem Ableben König Wilhelms II. im Jahre 1921 ging der Grundbesitz des Gestüts an das neue Oberhaupt des Hauses Württemberg, Herzog Albrecht über. Zur Sicherung der Zukunft der Weiler Pferdezucht, wurden jedoch die verbliebenen Domänen Weil und Scharnhausen für zwölf Jahre an die Familie der Fürstin zu Wied verpachtet, mit dem Ziel die königliche Zucht fortzuführen.
Pauline zu Wied war eine große Liebhaberin des arabischen Pferdes und widmete sich dieser Aufgabe mit großem Engagement und unter dem Einsatz hoher Geldmittel. Sogar in Zeiten wirtschaftlicher Not brachte Weil dank ihres Einsatzes den Mut auf, die arabische Reinblutzucht weiter voranzutreiben. Zwar wurde dieser Mut durch eine hohe Nachfrage und daraus resultierende Exporte von Weiler Pferden – in größerem Ausmaß u. a. für polnische Gestüte – belohnt, trotzdem mussten große Teile der Domäne Scharnhausen abgegeben werden, um das Gestüt zu erhalten.
Die Fürstin hielt auch wieder an dem ursprünglichen Zuchtziel fest und veranlasste die Anschaffung durch Tausch oder Kauf von Originalarabern und deren Nachkommen z. B. aus dem ungarischen Nationalgestüt Bábolna oder dem ägyptischen Gestüt Manial. Hierdurch konnte sie so namhafte Vererber für Weil gewinnen wie die Hengste Kohailan IV und Jasir.

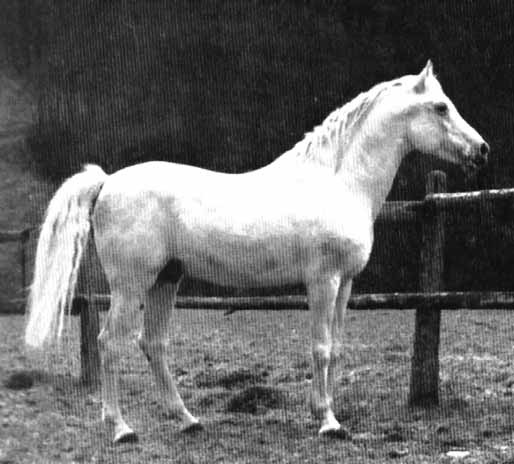
Jasir (1925) von Mabrouk Or. Ar. (1912) aus der Negma Or.Ar. (1906). (Foto von Carl Raswan um 1929)

Auf Letzteren wurde sie durch eine Fotografie in einer Veröffentlichung des bekannten Araberfachmannes Carl Raswan aufmerksam. 1929 beauftragte sie Raswan mit dem Erwerb von Jasir für das Gestüt in Weil, was diesem auch nach monatelangen Verhandlungen und einer Audienz beim ägyptischen König im Jahre 1930 gelang. Jasir war ein Elite-Araber, gezüchtet aus den klassischen Stämmen Kohailan und Saqlavi und hatte einen starken Einfluss auf die Nachzuchten in Weil.
Als Auswirkung der Weltwirtschaftskrise sah sich Fürstin Pauline 1932 gezwungen das Gestüt aufzugeben. Durch die testamentarische Verfügung des Urgroßvaters der Fürstin, dem Gestütsgründer König Wilhelm I., die besagte, dass das Gestüt nie aufgelöst werden dürfe, übertrug Fürstin Pauline den Bestand der Arabischen Vollblüter an das Land Württemberg, wo die Pferde an das Haupt- und Landgestüt Marbach auf der schwäbischen Alb übertragen wurden.
Der Vertrag zwischen Fürstin Pauline und dem Land Württemberg sah vor, dass die Tiere im Eigentum der Fürstin verblieben und sie bei Verkäufen direkter Nachkommen der übertragenen Pferde die Hälfte des Erlöses erhielt.
Nachfolgende Pferde verließen am 3. November 1932 den Gestütshof in Weil und beendeten damit die Geschichte des königlichen Gestüts zu Weil, jedoch nicht die Reinzucht Arabischer Vollblüter, die ab da in Marbach fortgesetzt wurde:
| Geschlecht                                                           | Name       | Farbe    | Geburtsjahr | Herkunft                                         |
| -------------------------------------------------------------------- | ---------- | -------- | ----------- | ------------------------------------------------ |
| Hengste                                                              | Jasir      | Schimmel | 1925        | Gestüt Manial, Ägypten, Familie Koheilan Jellabi |
| Hengste                                                              | Schaseman  | Braun    | 1927        | Weil, von Koheilan IV aus der Sardoina           |
| Hengste                                                              | Kurde      | Schimmel | 1929        | Weil, von Dynamit aus der Carmen                 |
| Stuten                                                               | Soldateska | Schimmel | 1911        | Weil, von Souakim OA aus der Sylphide I          |
| Stuten                                                               | Carmen     | Braun    | 1915        | Weil, von Dardziling aus der Sardine             |
| Stuten                                                               | Doris      | Schimmel | 1916        | Weil, von Dardziling aus der Sardine             |
| Stuten                                                               | Sardoina   | Braun    | 1923        | Weil, von Demir Kaja aus der Sardine             |
| Stuten                                                               | Caesarea   | Braun    | 1927        | Weil, von Koheilan IV aus der Carmen             |
| Stuten                                                               | Seerösle   | Schimmel | 1927        | Weil, von Koheilan IV aus der Sardine            |
| Stuten                                                               | Dinarsad   | Schimmel | 1928        | Weil, von Dynamit aus der Doris                  |
| Stuten                                                               | Subeida    | Schimmel | 1928        | Weil, von Demir Kaja aus der Soldateska          |
| Fohlen                                                               | Khasa      | Schimmel | 1930        | Weil, von Dynamit aus der Carmen                 |
| Fohlen                                                               | Glaukopis  | Schimmel | 1931        | Weil, von Dynamit aus der Doris                  |
| Fohlen                                                               | Dongola    | Schimmel | 1931        | Weil, von Jasir OA aus der Doris                 |
| Fohlen                                                               | Ceska      | Schimmel | 1932        | Weil, von Jasir OA aus der Caesarea              |
| Sowie eine Stute und ein Hengstfohlen arabischer Rasse (nicht asil). |            |          |             |                                                  |

## Resümee
Kurz vor der Gestütsauflösung im Jahr 1932 bemerkte Seydel:
„Es fällt sofort auf, dass die Tiere relativ hoch sind.“
Seydel stellte bei seinen Messungen eine mittlere Widerristhöhe von 157 cm Stockmaß fest und betonte, es sei auffällig, in wie weitgehendem Maße die Tiere ihre Trockenheit bewahrt hätten.
Rückblickend kann festgehalten werden, dass die Zuchtstrategie des Gestütsgründers König Wilhelm I., eine gezielte Steigerung der Größe und der Knochendichte bei Erhalt der restlichen, positiven Eigenschaften des Wüstenpferdes, durch den Einsatz geschickt ausgewählter Originalaraber oder eigener Nachzuchten, aufging.
Durch den Rahmen und für rein gezogene Araber starkes Kaliber haben die Nachkommen der Weiler Pferde auch die Warmblutzucht Europas nachhaltig beeinflusst. König Wilhelm I. und seinen Stallmeistern ist dieses Verdienst aus Sicht der heutigen Sportreiterei hoch anzurechnen.